# 鸿艺会
鸿艺会（英語：Ambassy Club）是位於中华人民共和国上海市的一家私人俱樂部，成立於2002年，創始人是何鸿燊。它地處淮海中路，周邊的建築有美国驻上海总领事馆、伊朗駐上海领事馆以及上海图书馆。孫穗芬、何鴻燊及其女儿何超琼等人曾擔任鸿艺会理事。該私人俱樂部中外國外交官以及外籍人士佔比為3成至4成。2006年時入會費為2.88万元。截至2016年，鸿艺会在中國各地开发管理的俱乐部达40多家。